# اوژور
شهر اوژور (به روسی: Ужур) در کشور روسیه و در کرای کراسنویارسک واقع شده‌است.